# Мостаганем (вилайет)
Мостагане́м (араб. ولاية مستغانم‎) — вилайет в северо-западной части Алжира, одноимённый своему административному центру, городу Мостаганем.

## Географическое положение
Вилайет Мостаганем расположен на побережье Средиземного моря. Граничит с вилайетами Эш-Шелифф на северо-востоке, Гализан на востоке, Маскара на юге, Оран на западе.
Возле Мостаганема река Шелифф впадает в Средиземное море.  В южной части вилайета протянулась горная цепь Телль-Атлас.

## Административное деление
Административно вилайет разделен на 10 округов и 32 коммуны.

### Округа
| №  | Округ                         | Число коммун | Население, чел. (2008) | Площадь, км² |
| -- | ----------------------------- | ------------ | ---------------------- | ------------ |
| 1  | Мостаганем (Mostaganem)       | 1            | 165 571                | 50           |
| 2  | Хасси-Маамеш (Hassi Maameche) | 3            | 61 115                 | 138          |
| 3  | Айн-Тедлес (Ain Tedles)       | 4            | 94 820                 | 138          |
| 4  | Бугират (Bouguirat)           | 4            | 91 435                 | 336          |
| 5  | Сиди-Али (Sidi Ali)           | 3            | 63 752                 | 388          |
| 6  | Ашааша (Achaacha)             | 4            | 81 441                 | 233          |
| 7  | Айн-Нуисси (Ain Nouissi)      | 3            | 44 289                 | 170          |
| 8  | Месра (Mesra)                 | 4            | 63 923                 | 203          |
| 9  | Сиди-Лахдар (Sidi Lakhdar)    | 3            | 76 215                 | 307          |
| 10 | Хеиреддин (Kheireddine)       | 3            | 64 957                 | 128          |